# Vuolasenluodot
Vuolasenluodot är en halvö i Finland. Den ligger i sjön Saimen och i kommunen Taipalsaari i den ekonomiska regionen  Villmanstrands ekonomiska region  och landskapet Södra Karelen, i den södra delen av landet, 200 km nordost om huvudstaden Helsingfors. Notera att namnet antyder att det är fråga om flera öar.